# Mjøndalen Idrettsforening 2017
Questa voce raccoglie le informazioni riguardanti il Mjøndalen Idrettsforening nelle competizioni ufficiali della stagione 2017.

## Stagione
A seguito del 6º posto finale della precedente stagione e della mancata promozione nelle qualificazioni all'Eliteserien, il Mjøndalen avrebbe affrontato il campionato di 1. divisjon 2017, oltre al Norgesmesterskapet. Il 20 dicembre è stato compilato il calendario del nuovo campionato, che alla 1ª giornata avrebbe visto la squadra andare a far visita all'Arendal, nel weekend dell'1-2 aprile 2016.
Il 9 marzo 2017, Pontus Silfwer è stato nominato capitano in vista della nuova stagione.
Il 7 aprile è stato sorteggiato il primo turno del Norgesmesterskapet 2017: il Mjøndalen avrebbe fatto visita al Vestfossen. La squadra ha superato questo ostacolo ed anche Kvik Halden, Strømsgodset e Brann nei turni successivi, prima di arrendersi al Sarpsborg 08.
Il Mjøndalen ha chiuso la stagione al 3º posto, centrando così una posizione utile a partecipare alle qualificazioni all'Eliteserien. Dopo aver superato l'Ullensaker/Kisa, la squadra ha perso la partita contro il Ranheim, restando così in 1. divisjon.

## Maglie e sponsor
Lo sponsor tecnico per la stagione 2017 è stato Umbro, mentre lo sponsor ufficiale è stato Sparebanken Øst. La divisa casalinga era composta da una maglia marrone con rifiniture bianche, con pantaloncini e calzettoni bianchi. Quella da trasferta era totalmente di colore bianco, con inserti marroni.
| Casa | Trasferta |

## Rosa
| N. |                           | Ruolo | Calciatore           |
| -- | ------------------------- | ----- | -------------------- |
| 1  | Iran (bandiera)           | P     | Sosha Makani         |
| 2  | Paesi Bassi (bandiera)    | C     | Quint Jansen         |
| 3  | Norvegia (bandiera)       | D     | Petter Martinsen     |
| 4  | Norvegia (bandiera)       | D     | William Sælid Sell   |
| 5  | Norvegia (bandiera)       | D     | Ulrik Arneberg       |
| 6  | Svezia (bandiera)         | C     | Pontus Silfwer       |
| 7  | Norvegia (bandiera)       | A     | Amahl Pellegrino     |
| 8  | Nigeria (bandiera)        | A     | Kingsley Olie        |
| 9  | Norvegia (bandiera)       | A     | Mads André Hansen    |
| 10 | Lituania (bandiera)       | A     | Simonas Stankevičius |
| 11 | Norvegia (bandiera)       | C     | Christian Gauseth    |
| 13 | Norvegia (bandiera)       | P     | Nils Christian Svere |
| 14 | Costa d'Avorio (bandiera) | A     | Vamouti Diomande     |
| 15 | Norvegia (bandiera)       | C     | Mathias Fredriksen   |
| 16 | Norvegia (bandiera)       | C     | Mads Gundersen       |

| N. |                      | Ruolo | Calciatore              |
| -- | -------------------- | ----- | ----------------------- |
| 17 | Norvegia (bandiera)  | C     | Sebastian Hansen        |
| 18 | Norvegia (bandiera)  | A     | Andreas Hellum          |
| 19 | Norvegia (bandiera)  | C     | Jonathan Lindseth       |
| 20 | Senegal (bandiera)   | A     | Ousseynou Boye          |
| 21 | Norvegia (bandiera)  | A     | Magnus Sylling Olsen    |
| 22 | Norvegia (bandiera)  | D     | Henrik Gulden           |
| 23 | Norvegia (bandiera)  | D     | Sondre Solholm Johansen |
| 24 | Norvegia (bandiera)  | D     | Erick Sagbakken         |
| 24 | Norvegia (bandiera)  | A     | Thomas Sørum            |
| 25 | Camerun (bandiera)   | P     | Georges Bokwé           |
| 28 | Norvegia (bandiera)  | D     | Simon Skogestad         |
| 30 | Danimarca (bandiera) | P     | Marco Priis Jørgensen   |
| 31 | Norvegia (bandiera)  | A     | Jibril Bojang           |
| 32 | Norvegia (bandiera)  | C     | Vetle Dragsnes          |

## Calciomercato

### Sessione invernale(dal 01/01 al 31/03)
| Arrivi | Arrivi                  | Arrivi            | Arrivi        |
| R.     | Nome                    | da                | Modalità      |
| ------ | ----------------------- | ----------------- | ------------- |
| P      | Georges Bokwé           | Cotonsport Garoua | definitivo    |
| D      | Henrik Gulden           | Niederwenigern    | definitivo    |
| D      | Petter Martinsen        | Nest-Sotra        | definitivo    |
| D      | Sondre Solholm Johansen | Strømsgodset      | prestito      |
| C      | Sebastian Hansen        | Fram Larvik       | fine prestito |
| C      | Quint Jansen            | Finnsnes          | definitivo    |
| C      | Pontus Silfwer          |                   | svincolato    |
| A      | Jibril Bojang           | Start             | definitivo    |
| A      | Andreas Hellum          | Asker             | fine prestito |
| A      | Simonas Stankevičius    | Žalgiris          | definitivo    |

| Partenze | Partenze                   | Partenze     | Partenze   |
| R.       | Nome                       | a            | Modalità   |
| -------- | -------------------------- | ------------ | ---------- |
| P        | Kristoffer Bjørløw Solberg | Holmen       | definitivo |
| P        | Sosha Makani               | Strømsgodset | prestito   |
| D        | Joackim Olsen Solberg      |              | svincolato |
| C        | Lars Fuhre                 | Öster        | definitivo |
| C        | Karanveer Grewal           |              | svincolato |
| C        | Erik Midtgarden            |              | svincolato |
| C        | Michael Stilson            |              | svincolato |

### Sessione estiva(dal 20/07 al 16/08)
| Arrivi | Arrivi         | Arrivi          | Arrivi        |
| R.     | Nome           | da              | Modalità      |
| ------ | -------------- | --------------- | ------------- |
| P      | Sosha Makani   | Strømsgodset    | fine prestito |
| C      | Vetle Dragsnes | Ullensaker/Kisa | definitivo    |

| Partenze | Partenze             | Partenze   | Partenze   |
| R.       | Nome                 | a          | Modalità   |
| -------- | -------------------- | ---------- | ---------- |
| D        | Petter Martinsen     | Nest-Sotra | prestito   |
| C        | Pontus Silfwer       | Halmstad   | definitivo |
| A        | Thomas Sørum         |            | ritiro     |
| A        | Simonas Stankevičius | Egersund   | prestito   |

### Dopo la sessione estiva
| Arrivi | Arrivi | Arrivi | Arrivi   |
| R.     | Nome   | da     | Modalità |
| ------ | ------ | ------ | -------- |

| Partenze | Partenze              | Partenze | Partenze |
| R.       | Nome                  | a        | Modalità |
| -------- | --------------------- | -------- | -------- |
| P        | Marco Priis Jørgensen | Arendal  | prestito |

## Risultati

### 1. divisjon

#### Girone di andata
| Arbitro: | Moen (Oslo) |

|                         |           |             |
| Boye 22’ Sælid Sell 75’ | Marcatori | 56’ Rnkovic |

| Arbitro: | Smehus Kringstad (Oslo) |

|         |           |          |
| Flo 65’ | Marcatori | 74’ Boye |

| Arbitro: | Følstad Skarsem (Trondheim) |

|                                 |           |  |
| Silfwer 22’ Pellegrino 37’, 89’ | Marcatori |  |

| Arbitro: | Haugen (Rælingen) |

|             |           |                       |
| Astvald 29’ | Marcatori | 35’ (rig.) Pellegrino |

| Arbitro: | Hansen (Oslo) |

|                                              |           |            |
| Boye 10’, 29’, 73’ Pellegrino 49’ Bojang 62’ | Marcatori | 64’ Castro |

| Arbitro: | Smehus Kringstad (Oslo) |

|                                |           |                         |
| Soltvedt 38’ Herrem 63’ (rig.) | Marcatori | 17’ Boye 59’ Pellegrino |

| Arbitro: | Borgersen (Oslo) |

|                        |           |                    |
| Bojang 39’ Silfwer 69’ | Marcatori | 4’ Hagen 53’ Solli |

| Arbitro: | Moen (Oslo) |

|                              |           |             |
| V. Lysvoll 6’ H. Lysvoll 90’ | Marcatori | 76’ Gauseth |

| Arbitro: | Smehus Kringstad (Oslo) |

|                        |           |                               |
| Boye 6’ Pellegrino 43’ | Marcatori | 50’ Skartun 53’ Kristoffersen |

| Arbitro: | Hauge (Bergen) |

|             |           |  |
| Saltnes 72’ | Marcatori |  |

| Arbitro: | Jonsson Trædal (Oslo) |

|                    |           |              |
| Boye 5’ Hellum 90’ | Marcatori | 84’ Abubakar |

| Mjøndalen 11 giugno 2017, ore 18:00 12ª giornata                             | Mjøndalen | 3 – 1 referto     | Ullensaker/Kisa | Isachsen Stadion (1.836 spett.) |
| \| \| \| \| \| Pellegrino 50’, 62’, 70’ \| Marcatori \| 8’ Ødemarksbakken \| |           |                   |                 |                                 |
|                                                                              |           |                   |                 |                                 |
| Pellegrino 50’, 62’, 70’                                                     | Marcatori | 8’ Ødemarksbakken |                 |                                 |

| Arbitro: | Jonsson Trædal (Oslo) |

|              |           |         |
| Tromsdal 78’ | Marcatori | 3’ Boye |

| Arbitro: | Hauge (Bergen) |

|                           |           |                                           |
| Bojang 47’ Fredriksen 80’ | Marcatori | 24’, 65’ Kupen 83’ Muhammed 90’ Benmoussa |

| Arbitro: | Gjermshus (Oslo) |

|                              |           |                     |
| Achrifi 19’ (rig.) Trøen 90’ | Marcatori | 74’ Boye 85’ Hansen |

#### Girone di ritorno
| Arbitro: | Følstad Skarsem (Trondheim) |

|           |           |  |
| Kryger 4’ | Marcatori |  |

| Arbitro: | Moen (Oslo) |

|          |           |                        |
| Boye 88’ | Marcatori | 11’ Saltnes 34’ Opseth |

| Arbitro: | Hansen (Oslo) |

|                            |           |                |
| Abubakar 14’ Vorthoren 21’ | Marcatori | 77’ Pellegrino |

| Arbitro: | Tennøy (Bergen) |

|                        |           |  |
| Boye 22’ Gundersen 80’ | Marcatori |  |

| Arbitro: | Følstad Skarsem (Trondheim) |

|                                             |           |  |
| Kupen 5’, 19’, 26’, 35’ (rig.) Rotihaug 63’ | Marcatori |  |

| Mjøndalen 20 agosto 2017, ore 18:00 21ª giornata                | Mjøndalen | 3 – 0 referto | Strømmen | Isachsen Stadion (1.537 spett.) |
| \| \| \| \| \| Jansen 5’ Pellegrino 15’, 53’ \| Marcatori \| \| |           |               |          |                                 |
|                                                                 |           |               |          |                                 |
| Jansen 5’ Pellegrino 15’, 53’                                   | Marcatori |               |          |                                 |

| Jessheim 3 settembre 2017, ore 18:00 22ª giornata | Ullensaker/Kisa | 0 – 1 referto  | Mjøndalen | Jessheim Stadion (840 spett.) |
| \| \| \| \| \| \| Marcatori \| 20’ Fredriksen \|  |                 |                |           |                               |
|                                                   |                 |                |           |                               |
|                                                   | Marcatori       | 20’ Fredriksen |           |                               |

| Arbitro: | Rafiq (Oslo) |

|                                    |           |  |
| Fredriksen 55’ Boye 58’ Hellum 90’ | Marcatori |  |

| Arbitro: | Haugen (Rælingen) |

|  |           |            |
|  | Marcatori | 90’ Hellum |

| Arbitro: | Gjermshus (Oslo) |

|                                  |           |  |
| Pellegrino 2’, 80’ Gundersen 16’ | Marcatori |  |

| Arbitro: | Hansen (Oslo) |

|  |           |                |
|  | Marcatori | 34’ Pellegrino |

| Arbitro: | Smehus Kringstad (Oslo) |

|                                           |           |              |
| Boye 35’ Pellegrino 45’ Sylling Olsen 88’ | Marcatori | 37’ Kapidžić |

| Arbitro: | Borgersen (Oslo) |

|                                   |           |                               |
| Güven 42’ Castro 86’ Sjølstad 90’ | Marcatori | 67’ Pellegrino 79’ Fredriksen |

| Arbitro: | Amland (Bergen) |

|                                     |           |            |
| Bojang 1’ Jansen 53’ Pellegrino 76’ | Marcatori | 61’ Osvold |

| Arbitro: | Jonsson Trædal (Oslo) |

|  |           |                                        |
|  | Marcatori | 53’ Fredriksen 62’ Hellum 90’ Lindseth |

### Qualificazioni all'Eliteserien
| Arbitro: | Skjerven (Kaupanger) |

|                                                  |           |           |
| Gauseth 13’ (rig.) Fredriksen 21’ Pellegrino 40’ | Marcatori | 38’ Aalbu |

| Arbitro: | Smehus Kringstad (Oslo) |

|                |           |                             |
| Pellegrino 60’ | Marcatori | 16’ Karlsen 80’ Reginiussen |

### Norgesmesterskapet
| Vestfossen 26 aprile 2017, ore 18:00 Primo turno                                                        | Vestfossen | 2 – 3 (d.t.s.) referto                       | Mjøndalen | Strandajordet Gress |
| \| \| \| \| \| Bekkaoui 62’ Arntzen 84’ \| Marcatori \| 44’ Solholm Johansen 90’ Lindseth 97’ Jansen \| |            |                                              |           |                     |
| |            |                                              |           |                     |
| Bekkaoui 62’ Arntzen 84’                                                                                | Marcatori  | 44’ Solholm Johansen 90’ Lindseth 97’ Jansen |           |                     |

| Mjøndalen 24 maggio 2017, ore 18:00 Secondo turno                                     | Mjøndalen | 3 – 1 referto  | Kvik Halden | Isachsen Stadion (450 spett.) |
| \| \| \| \| \| Pellegrino 38’ Lindseth 52’ Boye 88’ \| Marcatori \| 68’ Berbatovci \| |           |                |             |                               |
|                                                                                       |           |                |             |                               |
| Pellegrino 38’ Lindseth 52’ Boye 88’                                                  | Marcatori | 68’ Berbatovci |             |                               |

| Arbitro: | Hagen (Grue) |

|                         |           |              |
| Boye 59’ Pellegrino 66’ | Marcatori | 44’ Pedersen |

| Arbitro: | Hobber Nilsen (Oslo) |

|             |           |  |
| Gauseth 35’ | Marcatori |  |

| Arbitro: | Eskås (Oslo) |

|            |           |                             |
| Jansen 33’ | Marcatori | 66’ Zachariassen 85’ Heintz |

## Statistiche

### Statistiche di squadra
| Competizione          | Punti | In casa | In casa | In casa | In casa | In casa | In casa | In trasferta | In trasferta | In trasferta | In trasferta | In trasferta | In trasferta | Totale | Totale | Totale | Totale | Totale | Totale | DR  |
| Competizione          | Punti | G       | V       | N       | P       | Gf      | Gs      | G            | V            | N            | P            | Gf           | Gs           | G      | V      | N      | P      | Gf     | Gs     | DR  |
| --------------------- | ----- | ------- | ------- | ------- | ------- | ------- | ------- | ------------ | ------------ | ------------ | ------------ | ------------ | ------------ | ------ | ------ | ------ | ------ | ------ | ------ | --- |
| 1. divisjon           | 52    | 15      | 11      | 2       | 2       | 39      | 16      | 15           | 4            | 5            | 6            | 17           | 21           | 30     | 15     | 7      | 8      | 56     | 37     | +19 |
| Norgesmesterskapet    | -     | 4       | 3       | 0       | 1       | 7       | 4       | 1            | 1            | 0            | 0            | 3            | 2            | 5      | 4      | 0      | 1      | 10     | 6      | +4  |
| Qual. all'Eliteserien | -     | 2       | 1       | 0       | 1       | 4       | 3       | 0            | 0            | 0            | 0            | 0            | 0            | 2      | 1      | 0      | 1      | 4      | 3      | +1  |
| Totale                | -     | 21      | 15      | 2       | 4       | 50      | 23      | 16           | 5            | 5            | 6            | 20           | 23           | 37     | 20     | 7      | 10     | 70     | 46     | +24 |

### Andamento in campionato
| Giornata  | 1 | 2 | 3 | 4 | 5 | 6 | 7 | 8 | 9 | 10 | 11 | 12 | 13 | 14 | 15 | 16 | 17 | 18 | 19 | 20 | 21 | 22 | 23 | 24 | 25 | 26 | 27 | 28 | 29 | 30 |
| --------- | - | - | - | - | - | - | - | - | - | -- | -- | -- | -- | -- | -- | -- | -- | -- | -- | -- | -- | -- | -- | -- | -- | -- | -- | -- | -- | -- |
| Luogo     | C | T | C | T | C | T | C | T | C | T  | C  | C  | T  | C  | T  | T  | C  | T  | C  | T  | C  | T  | C  | T  | C  | T  | C  | T  | C  | T  |
| Risultato | V | N | V | N | V | N | N | P | N | P  | V  | V  | N  | P  | N  | P  | P  | P  | V  | P  | V  | V  | V  | V  | V  | V  | V  | P  | V  | V  |
| Posizione | 4 | 7 | 4 | 5 | 4 | 6 | 5 | 5 | 6 | 6  | 6  | 5  | 5  | 7  | 6  | 7  | 10 | 10 | 9  | 9  | 8  | 6  | 5  | 5  | 5  | 4  | 4  | 4  | 4  | 3  |

Fonte:  OBOS-ligaen 2017, su altomfotball.no, Altomfotball.
Legenda:

Luogo: C = Casa; T = Trasferta. Risultato: V = Vittoria; N = Pareggio; P = Sconfitta.

### Statistiche dei giocatori
| Giocatore           | 1. divisjon | 1. divisjon | 1. divisjon | 1. divisjon | Norgesmesterskapet | Norgesmesterskapet | Norgesmesterskapet | Norgesmesterskapet | Coppe europee | Coppe europee | Coppe europee | Coppe europee | Qual. all'Eliteserien | Qual. all'Eliteserien | Qual. all'Eliteserien | Qual. all'Eliteserien | Totale   | Totale | Totale      | Totale     |
| Giocatore           | Presenze    | Reti        | Ammonizioni | Espulsioni  | Presenze           | Reti               | Ammonizioni        | Espulsioni         | Presenze      | Reti          | Ammonizioni   | Espulsioni    | Presenze              | Reti                  | Ammonizioni           | Espulsioni            | Presenze | Reti   | Ammonizioni | Espulsioni |
| ------------------- | ----------- | ----------- | ----------- | ----------- | ------------------ | ------------------ | ------------------ | ------------------ | ------------- | ------------- | ------------- | ------------- | --------------------- | --------------------- | --------------------- | --------------------- | -------- | ------ | ----------- | ---------- |
| U. Arneberg         | 28          | 0           | 4           | 0           | 3                  | 0                  | 0                  | 0                  |               |               |               |               | 2                     | 0                     | 1                     | 0                     | 33       | 0      | 5           | 0          |
| J. Bojang           | 18          | 4           | 3           | 0           | 3                  | 0                  | 1                  | 0                  |               |               |               |               | 1                     | 0                     | 0                     | 0                     | 22       | 4      | 4           | 0          |
| G. Bokwé            | 14          | -20         | 0           | 0           | 2                  | -3                 | 0                  | 0                  |               |               |               |               | 0                     | -0                    | 0                     | 0                     | 16       | -23    | 0           | 0          |
| O. Boye             | 25          | 14          | 3           | 0           | 4                  | 2                  | 0                  | 0                  |               |               |               |               | 0                     | 0                     | 0                     | 0                     | 29       | 16     | 3           | 0          |
| V. Diomande         | 1           | 0           | 0           | 0           | 0                  | 0                  | 0                  | 0                  |               |               |               |               | 2                     | 0                     | 0                     | 0                     | 3        | 0      | 0           | 0          |
| V. Dragsnes         | 14          | 0           | 1           | 0           | 2                  | 0                  | 0                  | 0                  |               |               |               |               | 2                     | 0                     | 0                     | 0                     | 18       | 0      | 1           | 0          |
| M. Fredriksen       | 29          | 5           | 0           | 0           | 3                  | 0                  | 0                  | 0                  |               |               |               |               | 2                     | 1                     | 0                     | 0                     | 34       | 6      | 0           | 0          |
| C. Gauseth          | 18          | 1           | 1           | 0           | 3                  | 1                  | 1                  | 0                  |               |               |               |               | 2                     | 1                     | 0                     | 0                     | 23       | 3      | 2           | 0          |
| H. Gulden           | 9           | 0           | 0           | 0           | 2                  | 0                  | 1                  | 0                  |               |               |               |               | 0                     | 0                     | 0                     | 0                     | 11       | 0      | 1           | 0          |
| M. Gundersen        | 13          | 2           | 3           | 0           | 2                  | 0                  | 0                  | 0                  |               |               |               |               | 2                     | 0                     | 0                     | 0                     | 17       | 2      | 3           | 0          |
| M. Hansen           | 29          | 1           | 1           | 0           | 4                  | 0                  | 0                  | 0                  |               |               |               |               | 2                     | 0                     | 0                     | 0                     | 35       | 1      | 1           | 0          |
| S. Hansen           | 1           | 0           | 0           | 0           | 2                  | 0                  | 0                  | 0                  |               |               |               |               | 0                     | 0                     | 0                     | 0                     | 3        | 0      | 0           | 0          |
| A. Hellum           | 18          | 4           | 0           | 0           | 1                  | 0                  | 0                  | 0                  |               |               |               |               | 2                     | 0                     | 0                     | 0                     | 21       | 4      | 0           | 0          |
| Q. Jansen           | 18          | 2           | 0           | 0           | 3                  | 2                  | 0                  | 0                  |               |               |               |               | 2                     | 0                     | 0                     | 0                     | 23       | 4      | 0           | 0          |
| T. Johannessen      | 0           | -0          | 0           | 0           | 0                  | -0                 | 0                  | 0                  |               |               |               |               | 0                     | -0                    | 0                     | 0                     | 0        | 0      | 0           | 0          |
| T. Johannesson      | 0           | 0           | 0           | 0           | 0                  | 0                  | 0                  | 0                  |               |               |               |               | 0                     | 0                     | 0                     | 0                     | 0        | 0      | 0           | 0          |
| J. Lindseth         | 26          | 1           | 5           | 0           | 4                  | 2                  | 0                  | 0                  |               |               |               |               | 2                     | 0                     | 0                     | 0                     | 32       | 3      | 5           | 0          |
| S. Makani           | 12          | -10         | 0           | 0           | 2                  | -2                 | 0                  | 0                  |               |               |               |               | 2                     | -3                    | 0                     | 0                     | 16       | -15    | 0           | 0          |
| P. Martinsen        | 10          | 0           | 1           | 0           | 2                  | 0                  | 0                  | 0                  |               |               |               |               | -                     | -                     | -                     | -                     | 12       | 0      | 1           | 0          |
| K. Olie             | 7           | 0           | 2           | 0           | 1                  | 0                  | 0                  | 0                  |               |               |               |               | 0                     | 0                     | 0                     | 0                     | 8        | 0      | 2           | 0          |
| A. Pellegrino       | 29          | 18          | 4           | 0           | 4                  | 2                  | 1                  | 0                  |               |               |               |               | 2                     | 2                     | 0                     | 0                     | 35       | 22     | 5           | 0          |
| M. Priis Jørgensen  | 4           | -7          | 0           | 0           | 1                  | -1                 | 0                  | 0                  |               |               |               |               | -                     | -                     | -                     | -                     | 5        | -8     | 0           | 0          |
| W. Sælid Sell       | 13          | 1           | 0           | 0           | 2                  | 0                  | 0                  | 0                  |               |               |               |               | 0                     | 0                     | 0                     | 0                     | 15       | 1      | 0           | 0          |
| E. Sagbakken        | 1           | 0           | 0           | 0           | 0                  | 0                  | 0                  | 0                  |               |               |               |               | 0                     | 0                     | 0                     | 0                     | 1        | 0      | 0           | 0          |
| P. Silfwer          | 17          | 2           | 0           | 0           | 2                  | 0                  | 0                  | 0                  |               |               |               |               | -                     | -                     | -                     | -                     | 19       | 2      | 0           | 0          |
| S. Skogestad        | 0           | 0           | 0           | 0           | 0                  | 0                  | 0                  | 0                  |               |               |               |               | 0                     | 0                     | 0                     | 0                     | 0        | 0      | 0           | 0          |
| S. Solholm Johansen | 20          | 0           | 2           | 0           | 3                  | 1                  | 0                  | 0                  |               |               |               |               |                       |                       |                       |                       | 23       | 1      | 2           | 0          |
| T. Sørum            | 4           | 0           | 0           | 0           | 0                  | 0                  | 0                  | 0                  |               |               |               |               | -                     | -                     | -                     | -                     | 4        | 0      | 0           | 0          |
| S. Stankevičius     | 6           | 0           | 1           | 0           | 2                  | 0                  | 0                  | 0                  |               |               |               |               | -                     | -                     | -                     | -                     | 8        | 0      | 1           | 0          |
| N. Svere            | 0           | -0          | 0           | 0           | 0                  | -0                 | 0                  | 0                  |               |               |               |               | 0                     | -0                    | 0                     | 0                     | 0        | 0      | 0           | 0          |
| M. Sylling Olsen    | 22          | 1           | 2           | 1           | 4                  | 0                  | 1                  | 0                  |               |               |               |               | 1                     | 0                     | 0                     | 0                     | 27       | 1      | 3           | 1          |